# GameStar
GameStar – niemiecki miesięcznik o tematyce gier komputerowych wydawany przez wydawnictwo IDG, z oddziałami między innymi w Czechach, Węgrzech, Włoszech i Polsce. Polska wersja czasopisma zadebiutowała w 2003 roku i była promowana niestandardową akcją marketingową, w wyniku której debiutancki egzemplarz wysyłano wybranej grupie zainteresowanych graczy. Pomimo wydania w 2003 roku ośmiu numerów magazynu, nie spotkał się on z zadowalającymi wynikami sprzedaży i w rezultacie porzucono dalsze wydawanie czasopisma w wersji papierowej. W tamtym okresie z magazynem związany był pisarz i historyk Jacek Komuda.
GameStar powrócił do kiosków w 2005 roku, jednak wydano tylko trzy numery pisma z odświeżoną szatą graficzną i zespołem redakcyjnym. Ostatnią próbę wydawania GameStara na rynku polskim wydawnictwo podjęło w 2009 roku. Ukazał się wówczas jeden, ostatni numer pisma.